# 異邦人 (カミュ)
『異邦人』（いほうじん、仏: L'Étranger）は、アルベール・カミュの小説。1942年刊。人間社会に存在する不条理について書かれている。カミュの代表作の一つとして数えられる。1957年、カミュが43歳でノーベル文学賞を受賞したのは、この作品によるところが大きいと言われる。
日本語訳としては、新潮文庫版の窪田啓作訳が広く知られ、冒頭1行目の「きょう、ママンが死んだ。」という訳も有名である。

## あらすじ

### 第一部
アルジェリアのアルジェに暮らす主人公ムルソーの元に、ママン（仏語でママ、母の意）の死を知らせる電報が、マランゴの養老院から届く。母の葬式のために養老院を訪れたムルソーは、涙を流すどころか、特に感情を示さなかった。
アルジェに戻ったムルソーは、海水浴場で会社の元タイピストであるマリイに再会する。その後、二人はコメディ映画を見て、親密な関係を持ち始める。これはすべて、母の葬式の翌日に起こっている。
ムルソーは隣人のレエモンから「情婦が家に居座り働かず金をせびりだした」と相談される。
ムルソーはレエモンに協力し情婦を追い出す。
そのことが理由で、レエモンは情婦の兄を含めたアラビア人の集団に付き纏われるようになる。
ある週末、レエモンはムルソーとマリイを友人のヴィラに招待する。その帰りに、アラビア人が現れ、喧嘩が起こる。その時、ムルソーがレエモンの拳銃を預かる。
ムルソーは一人で海辺を散歩に出掛けると、先ほどのアラビア人の一人がいて、ムルソーに刀を向けた。
ムルソーは激しい暑さを感じ、太陽の光から逃れようと一歩前に進む。
そして拳銃でアラビア人を殺害した。

### 第二部
ムルソーは逮捕され、裁判にかけられることになった。裁判では、母親が死んでからの普段と変わらない行動を問題視され、人間味のかけらもない冷酷な人間であると糾弾される。裁判の最後では、殺人の動機を「太陽のせい」と述べた。死刑を宣告されたムルソーは、懺悔を促す司祭を監獄から追い出し、死刑の際に人々から罵声を浴びせられることを人生最後の希望にする。

## 主な登場人物
ムルソー - 主人公で、語り手。勤め人の男性。
ママン - 物語冒頭で亡くなっている、ムルソーのママ（ママンは仏語で母の意）。3年前に養老院に入った。
マリイ - かつてムルソーと同じ職場のタイピストであった女性。ムルソーが母の葬式に出席した翌日、海水浴場で再会し、関係を深める。
レエモン - ムルソーの隣人で、情婦やその兄とのトラブルを抱えている男性。
セレスト - ムルソーが頻繁に通っているレストランの店主。
サラマノ - ムルソーの隣人で日常的に犬の散歩をしている老爺。
マソン - レエモンの友人で、郊外に別荘を構えている。妻がいる。
アラビア人達 - レエモンとトラブルを起こしていおり、一人がムルソーに殺害される。

## 影響

### 映画
1967年にイタリアで『異邦人』（原題: Lo straniero）として映画化された。監督はルキノ・ヴィスコンティ。プロデューサーはディノ・デ・ラウレンティス。出演はマルチェロ・マストロヤンニ、アンナ・カリーナなど。

### 『ムルソー再捜査』
アルジェリアの作家カメル・ダウドは、2013年にムルソーに殺された名前のない「アラブ人」の弟を語り手とする『ムルソー再捜査』を発表し、翌14年にゴンクール処女小説賞を受賞した。日本語版も含め世界28か国語に翻訳されている。
- 訳書『もうひとつの『異邦人』― ムルソー再捜査』鵜戸聡訳、水声社、2019年

## 日本語訳書
- カミユ『異邦人』窪田啓作訳、新潮社、1951年。
- アルベエル・カミユ『異邦人』窪田啓作訳（改版2014年）、新潮社〈新潮文庫〉、1963年7月（原著1954年9月）。ISBN 4-10-211401-7。
- Albert Camus 著、古賀照一 編『異邦人』第三書房、1956年2月。
- カミュ『異邦人・転落』佐藤朔・窪田啓作訳、新潮社〈カミュ著作集 第1〉、1958年。
- カミユ『異邦人・ペスト・転落・誤解』佐藤朔ら訳、新潮社〈世界文学全集 第39〉、1960年。
- カミュ「異邦人」中村光夫訳、中村光夫、白井浩司 編『現代フランス文学13人集 第1』新潮社、1965年。
- カミュ「異邦人」中村光夫訳、『新潮世界文学 第48』新潮社、1968年。
- カミュ 著、中村光夫 訳、佐藤朔、高畠正明 編『異邦人・シーシュポスの神話』新潮社〈カミュ全集 2〉、1972年。
- アルベール・カミュ「異邦人」窪田啓作訳、『集英社ギャラリー「世界の文学」 9』集英社、1990年7月。ISBN 4-08-129009-1。